# Айбас (село)
Айбас (каз. Айбас) — село в Исатайском районе Атырауской области Казахстана. Входит в состав Тущыкудыкского сельского округа. Код КАТО — 234245200.

## Население
В 1999 году население села составляло 656 человек (351 мужчина и 305 женщин). По данным переписи 2009 года, в селе проживали 562 человека (311 мужчин и 251 женщина).